# Alexander Carel Jan Frederik Bouwmeester
Alexander Carel Jan Frederik Bouwmeester (Lochem, 5 april 1830 - Scheveningen, 17 november 1911) was een Nederlandse burgemeester.
Bouwmeester was een zoon van de predikant Johannes Wilhelmus Bouwmeester en Johanna Wilhelmina Voltelen. In 1869 werd hij benoemd tot burgemeester van Rolde en in 1877 van Aduard. Zijn broer Coenraad Willem Johan was burgemeester van Dalen en zijn broer Arnold Willem was burgemeester van Peize en van Gieten. In 1879 werd A.C.J.F. Bouwmeester benoemd tot notaris te Grijpskerk, uit welke functie hem in 1892 op zijn verzoek eervol ontslag werd verleend.
Bouwmeester trouwde op 25 september 1872 te Meppel met Anna Willemina Jongkindt, dochter van de koopman en tabakskerver Lubbertus Jongkindt en Reina Scheltens.

## De hunebedden van Rolde
Door bemiddeling van Bouwmeester kon het rijk in 1872 de beide hunebedden D17 en D18, gelegen nabij de kerk van Rolde, voor 150 gulden kopen van de markegenoten van Rolde.